# スポーツシャワー〜ヒーローに花束を〜
『スポーツシャワー〜ヒーローに花束を〜』（スポーツシャワー ヒーローにはなたばを）は、1991年4月7日から1992年3月29日まで、テレビ朝日系列で毎週日曜 9:30 - 10:00 （JST）に放送された、朝日放送・イースト制作のスポーツ番組。

## 概要
新日鉄釜石ラグビー部を7連覇に導いた松尾雄治がメインキャスターを、松尾が先輩と仰ぐビートたけしが「アシスタント」名義のコメンテーターを務め、松尾がスポーツ界の第一線で活躍する選手や関係者を取材し、彼らをスタジオに招いてインタビューをする模様を放送していた。しかし、新聞のテレビ番組欄においては毎回「ビートたけし他」と、アシスタントであるはずのたけしが優先的に書かれており、自分が「他」扱いになっていたことに困惑していたという。番組宣伝CMで名乗る際にも、たけしがギャグで言った「山瀬まみです」の映像が使われていた。
本番組のエピソードとして、同時期に放送していたフジテレビの『北野ファンクラブ』内でたけしが「視聴率がだるま落としみたいな番組で、これ以上数字が落ちると番組自体が無くなる程低い。とんかちが地面にめり込まないと(視聴率が)上がらない」と自虐的に話していた。
オープニングテーマにはルイ・アームストロングの「Blueberry Hill」を、エンディングテーマにはGOROの「ラブ・ミー・テンダー」を使用していた。

## 出演者
- 松尾雄治[1]
- ビートたけし[1]

### ナレーター
- バッキー木場

## スタッフ
- タイトル画：佐々木悟郎
- 構成：原すすむ ／ 飯塚実 (ダンカン)、高瀬真尚、伊藤滋之
- 技術：岡本隆嗣
- カメラ：白田龍夫
- 音声：渡辺利実
- 照明：佐藤浩栄
- 音響効果：橅木正志（東京サウンド企画　現 スカイウォーカー）
- 美術制作：横山勇
- 美術デザイン：廣田徳弘
- 美術進行：渡辺勝
- タイムキーパー：伊藤裕子
- 技術協力：ビデオスタッフ、クロステレビ、FIXX
- 美術協力：ウッドオフィス
- 収録スタジオ：渋谷ビデオスタジオ
- 番組宣伝：増田弘（朝日放送）、上原伸一（朝日放送）
- 制作 (チーフプロデューサー)：清水正昭（朝日放送）
- プロデューサー：久保田晃（朝日放送）、山本三四郎（電通）、角井英之（イースト）
- ディレクター：加藤宗弘、吉田宏、安藤正俊（以上イースト）／ 合田伊津子、富沢正義 ほか
- チーフディレクター：土屋務（Arione）
- 制作協力：Arione
- 制作：朝日放送、イースト

## ネット局
| 放送対象地域   | 放送局             | 系列           | 備考                   |
| -------------- | ------------------ | -------------- | ---------------------- |
| 近畿広域圏     | 朝日放送           | テレビ朝日系列 | 制作局                 |
| 関東広域圏     | テレビ朝日         | テレビ朝日系列 |                        |
| 北海道         | 北海道テレビ       | テレビ朝日系列 |                        |
| 青森県         | 青森朝日放送       | テレビ朝日系列 | 1991年10月の開局時から |
| 宮城県         | 東日本放送         | テレビ朝日系列 |                        |
| 福島県         | 福島放送           | テレビ朝日系列 |                        |
| 新潟県         | 新潟テレビ21       | テレビ朝日系列 |                        |
| 長野県         | 長野朝日放送       | テレビ朝日系列 |                        |
| 静岡県         | 静岡けんみんテレビ | テレビ朝日系列 | 現・静岡朝日テレビ     |
| 石川県         | 北陸朝日放送       | テレビ朝日系列 | 1991年10月の開局時から |
| 中京広域圏     | 名古屋テレビ       | テレビ朝日系列 |                        |
| 広島県         | 広島ホームテレビ   | テレビ朝日系列 |                        |
| 香川県・岡山県 | 瀬戸内海放送       | テレビ朝日系列 |                        |
| 福岡県         | 九州朝日放送       | テレビ朝日系列 |                        |
| 長崎県         | 長崎文化放送       | テレビ朝日系列 |                        |
| 熊本県         | 熊本朝日放送       | テレビ朝日系列 |                        |
| 鹿児島県       | 鹿児島放送         | テレビ朝日系列 |                        |